# Чехословацкий язык

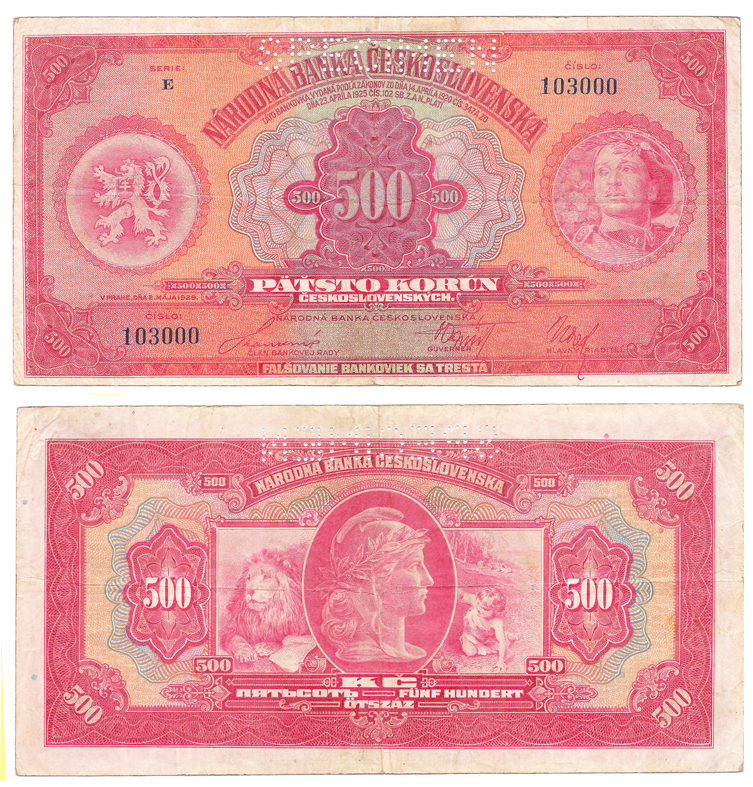
500 чехословацких крон 1929 года - надпись на чехословацком языке (словацкая версия), а также частично на русинском, немецком и венгерском языках.

«Чехословацкий язык» (чеш. jazyk československý, словац. jazyk česko-slovenský) — социолингвистический термин, использовавшийся в конституции и официальных документах Чехословакии в период Первой республики (1920–1938) в целях определения официального языка государства, объявившего о своей независимости в качестве республики двух государствообразующих наций, чехов и словаков.

## Законы о языке Первой Чехословацкой республики
29 февраля 1920 года Национальное собрание приняло Конституцию Чехословакии. В тот же день им также был принят и пакет конституционных законов, в числе которых был «Закон о языке» (чеш. Jazykový zákon) №122/1920 Sb. z. a n. Основываясь на § 129 Конституционного устава Чехословацкой республики (Ústavní listina Československé republiky), этот закон установил принципы регулирования вопросов языка. В частности, §1 этого закона определил следующее:

Чехословацкий язык есть государственный, официальный язык республики.
Оригинальный текст (чешск.)Jazyk československý jest státním, oficielním jazykem republiky.
На практике, в международных документах с участием Чехословакии роль этого официального языка выполнял чешский язык. Тем временем, внутри страны Конституция 1920 года и основанные на ней акты разрешали официальное использование других языков при условии, что на них говорит не менее 20 % населения соответствующих областей.
Официально на смену Конституции 1920 года пришла Конституция 9 мая 1948 года, из которой (как и из последующих конституций Чехословакии) понятие официального или государственного языка было исключено.

## История
Понятие «чехословацкий язык» вошло в обиход в эпоху национального и культурного возрождения Чехословакии. «Общество за чехословацкий язык и литературу», созданное в 1829 году студентами Лютеранского лицея в Братиславе (также называемое чехо-славянским или чехо-словацким), сыграло впоследствии важную роль в развитии национального движения в Словакии.
В 1836 году один из активистов словацкого национально-освободительного движения Людовит Штур изложил свои мысли о создании единого чехословацкого языка в письме к известному чешскому историку Франтишеку Палацкому. Сетуя, что чешский язык в исполнении протестантского населения Верхней Венгрии становится совсем непонятным для простых словаков, Штур предположил, что единый язык можно было бы создать на основе добровольного освоения чехами некоторых специфически словацких языковых форм, и словаками — некоторых слов, ставших специфичными только для чехов.
Однако в первой половине XX века в рамках концепции так называемого чехословакизма трактовка понятия чехословацкого языка резко изменилась. Выдвигая в качестве единственной литературной нормы чешский язык (каким он стал к этому времени), радикально настроенные представители этой концепции низводили статус словацкого языка до уровня одного из диалектов чешского, аналогично моравскому языку. Отчасти концепция чехословакизма, в которой чехи, словаки и моравы объявлялись единой нацией с единым языком, объяснялась необходимостью оправдать перед лицом внешнего мира (и особенно Германии) существование Чехословакии как национального государства ввиду недостаточности статистического перевеса титульных наций по отношению к тогдашнему немецкому населению Чехословакии.